# Catocala catei
Catocala catei és una espècie de papallona nocturna de la subfamília Erebinae i la família Erebidae. Es troba a l'Iran.